# Tóth Gyula (politikus)
Tóth Gyula (Dombóvár, 1948. július 29. – 2024. január 24.) politikus, országgyűlési képviselő (2002–2010), parlamenti jegyző (MSZP).

## Életútja
1966-ban érettségizett az Apáczai Csere János Szakközépiskolában, Dombóváron. 1968-ban dízelmozdony-lakatos szakképesítést szerzett az 516. sz. Szakmunkásképző Intézetben. 1969-ben Pécs MÁV Területi Igazgatóságán mozdonyvezetői szakképesítést kapott. A debreceni Tanítóképzőn 1974-ben népművelő-könyvtáros szakon diplomázott. 1980-ban másoddiplomázott az MSZMP Politikai Főiskolán művelődéspolitikai szakon.

### Családja
Özvegy, három gyermeke van: Balázs (1972), Péter (1975), Melinda (1980).

## Társasági tagság
- Emberi jogi, kisebbségi, civil és vallásügyi bizottság tagja – 2006
- Ellenőrző albizottság – 2007
- Állampolgári jogok országgyűlési biztosa

## Díjak, elismerések
- Munka Érdemrend bronz fokozat – 1982